# Distrito Militar Central (Rússia)

Distrito Militar Central

O Distrito Militar Central (em russo: Центральный военный округ) é um dos cinco distritos militares da Rússia, com jurisdição sobre os Distritos Federais da Sibéria, Urais e Volga, abrangendo 29 subdivisões da Federação Russa. O Distrito Militar Central foi criado por decreto presidencial nº 1144, assinado em 20 de setembro de 2010, substituindo o antigo Distrito Militar dos Urais e a parte ocidental do Distrito Militar Siberiano. Seu quartel-general está localizado em Ecaterimburgo.

## História

Sinal tático do grupo de tropas russas "Centro" na Ucrânia

O Distrito Militar Central foi formado em 1º de dezembro de 2010 como parte da reforma militar russa de 2008-2010, a partir das forças do antigo Distrito Militar do Volga-Ural e de parte do Distrito Militar Siberiano. Também foi incorporado ao distrito o 2.º Comando da Força Aérea e Defesa Aérea.
As tropas do Distrito Militar Central estão distribuídas nos limites administrativos de três distritos federais (Volga, Ural e parte da Sibéria), abrangendo os seguintes sujeitos da Federação Russa: República de Altai, Bascortostão, Mari El, Mordóvia, Tartaristão, Tuva, Udmúrtia, Cacássia e Chuváchia, além dos krais de Altai, Krasnoiarsk e Perm, e dos oblasts de Irkutsk, Kemerovo, Kirov, Curgã, Novosibirsk, Omsk, Oremburgo, Penza, Samara, Saratov, Sverdlovsk, Tomsk, Tiumen, Ulianovsk e Cheliabinsk, bem como os okrugs autônomos de Khântia-Mânsia e Yamalo-Nenets.
O distrito inclui o 2.º e a 41.º Exércitos de Armas Combinadas, o 14.º Exército de Força Aérea e Defesa Aérea, a 201.ª base militar localizada no Tajiquistão, uma base militar conjunta no Quirguistão e unidades posicionadas no Cazaquistão.
O Distrito Militar Central é o maior distrito militar da Rússia, cobrindo uma área de 7,06 milhões de km², o que representa mais de 40% do território do país, e abrangendo uma população de 54,9 milhões de pessoas (39% da população russa).
O comandante das tropas do distrito tem autoridade sobre todas as formações militares estacionadas em sua jurisdição, com exceção das Forças de Mísseis Estratégicos. Além disso, unidades da Guarda Nacional, do Serviço de Fronteiras do FSB, do Ministério de Situações de Emergência e de outros órgãos federais que operam na região também estão sob sua subordinação operacional.
Entre 16 e 21 de setembro de 2019, o distrito sediou os exercícios estratégicos de comando e estado-maior "Centro-2019", realizados em campos de treinamento militar na região e em vários países da Ásia Central.
No estágio inicial invasão da Ucrânia, foi formada a força-tarefa "Centro" a partir das tropas do distrito.

## Composição

### Forças Terrestres/Forças Aerotransportadas /Diretoria Principal
Formações e unidades de subordinação distrital
- 90.ª Divisão de Tanques de Guardas Vitebsk-Novgorod (Chebarkul, Ecaterimburgo)
- 104.ª Divisão de Assalto Aerotransportado de Guardas (Ulianovsk)
- 201.ª Base Miltiar Russa (Tajiquistão, Duxambe)
- 3.ª Brigada de Propósito Especial Separada de Varsóvia-Berlim (Tolyatti)
- 24.ª Brigada de Propósito Especial de Guardas Separados (Novosibirsk)
- 232.ª Brigada de Artilharia de Foguetes de Guardas (Chebarkul)
- 28.ª Brigada de Mísseis Antiaéreos (Mirni, Oblast de Kirov, 2 divisões S-300V e unidades de apoio)
- 59.ª Brigada de Comando de Guardas Sivash (Verkhnyaya Pyshma)[5]
- 179.ª Brigada de Comunicações (Ecaterimburgo)
- 39.ª Brigada Técnica de Rádio Especial (Oremburgo)[6]
- 12.ª Brigada de Engenharia de Guardas Separados de Königsberg-Gorodok (Alkino-2)
- 1.ª Brigada Móvel de Guardas de Defesa Radiológica, Química e Biológica (ZATO Shikhany, Oblast de Saratov)
- 29.ª Brigada de Guardas Separada de Defesa Radiológica, Química e Biológica Herói da União Soviética Coronel-general V.K. Pikalov (Ecaterimburgo)
- 18.ª Brigada de Guerra Eletrônica (Ecaterimburgo)
- 5.ª Brigada Ferroviária Separada de Poznan (Abakan)
- 43.ª brigada Ferroviária Separada (Ecaterimburgo)
- 48.ª Brigada ferroviária Separada (Omsk)
- 105.ª Brigada de Logística Separada, unidade militar 11386 (Kryazh, Samara)
- 106.ª Brigada de Logística Separada, unidade militar 72154 (Yurga)
- 24.º Regimento Separado de Reparação e Evacuação (Karabash, Oblast de Cheliabinsk)
- 242.º Centro de Treinamento de Especialistas Juniores das Forças Aerotransportadas (Omsk)
- 473.º Centro de Treinamento de Especialistas Juniores (Tropas de Fuzileiros Motorizados) (Poroshino/Yelansky, Oblast de Sverdlovsk)
- 2.º Exército de Armas Combinadas de Guardas (Samara)
  - 27.ª Divisão de Fuzileiros Motorizados de Guardas Omsk-Novobugskaya, unidade militar 12128 (vila de Totskoye)
  - 15.ª Brigada de Fuzileiros Motorizados de Guardas Separados de Alexandria ( manutenção da paz), unidade militar 90600 (p. Roshchinsky)
  - 30.ª Brigada de Fuzileiros Motorizados de Guardas Separados, unidade militar 45863 (assentamento Roshchinsky )
  - 385.ª Brigada de Artilharia de Guardas, unidade militar 32755 (vila de Totskoye)
  - 92.ª Brigada de Mísseis, unidade militar 30785 (vila de Totskoye)
  - 297.ª Brigada de Mísseis Antiaéreos de Guardas, unidade militar 02030 (vila Leonidovka) (SAM "Buk-M2")[7]
  - 91.ª Brigada de Comando, unidade militar 59292 (Samara)
  - 2.º Regimento de Guardas de Radiação, Defesa Química e Biológica, unidade militar 18664 (Samara)
  - 39.º Regimento de Engenheiros-Sabotadores de Guardas (assentamento de Kizner, Udmúrtia)
  - 71.º Centro de Comunicação (vila de Kalinovka)
  - 2934.ª Estação de Comunicação Via Satélite (assentamento Roshchinsky)
  - 323.º Centro de Correio e Serviço Postal (Samara)
  - 1388º Centro de Inteligência de Comando, unidade militar 23280 (Samara)
- 41.º Exército de Armas Combinadas de Guardas (Novosibirsk)
  - Direção do Exército (Novosibirsk)[8]
  - 35.ª Brigada de Fuzileiros Motorizados de Guardas, unidade militar 41659 (Aleysk)
  - 74.ª Brigada de Fuzileiros Motorizados de Guardas Zvenigorod-Berlim, unidade militar 21005 (Yurga)
  - 55.ª Brigada de Fuzileiros Motorizados de Guardas Separados de montanha, unidade militar 55115 (Kyzyl)
  - 120.ª Brigada de Artilharia de Guardas, unidade militar 59361 (Yurga)
  - 119.ª Brigada de Mísseis de Guardas, unidade militar 49547 (Abakan)
  - 61.ª Brigada de Mísseis Antiaéreos, unidade militar 31466 (Biysk)
  - 35.ª Brigada de Comando, unidade militar 57849 (vila de Kochenevo)
  - 314.º Regimento radiotécnico de guardas Separados de Propósito Especial, unidade militar 73762 (Biysk)
  - 24.º Regimento de Engenheiros (Kyzyl)
  - 40.º Regimento de Engenheiros-Sabotadores de Guardas (Ishim)[9]
  - 10.º Regimento de Guardas de Defesa Radiológica, Química e Biológica (vila de Topchikha)
  - Empresa de propósito específico separada (Novosibirsk)[10]

### Forças Aeroespaciais
- 18.ª Divisão de Aviação de Transporte Militar de Guardas Taganrog (Oremburgo)

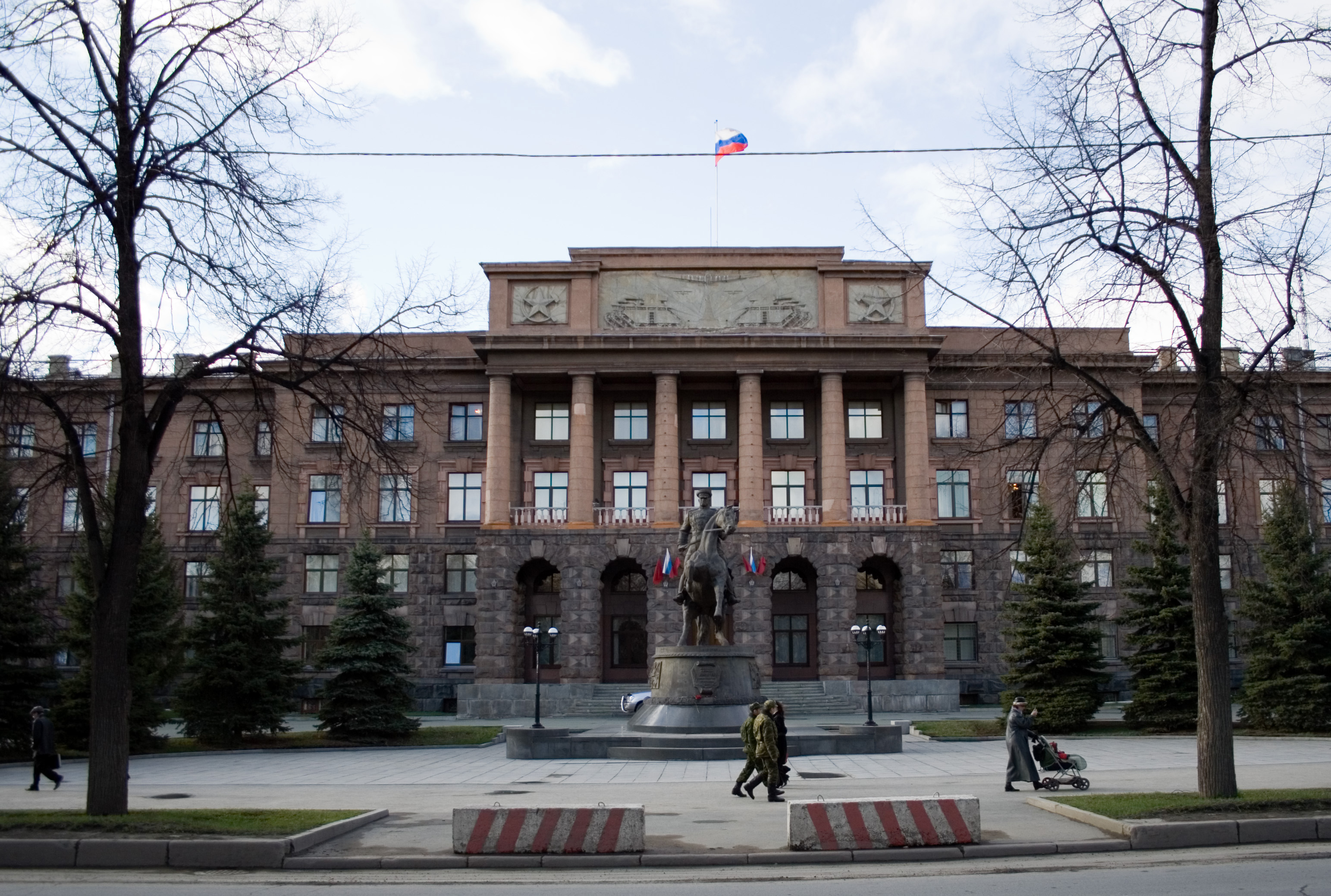
Edifício da sede do Distrito Militar Central em Ecaterimburgo

- 14.° Exército da Força Aérea e Defesa Aérea
  - 21.ª Divisão de Aviação Mista (Cheliabinsk, vila de Shagol)
  - 41.ª Divisão de Defesa Aérea, unidade militar 29286 (Novosibirsk)
  - 76.ª Divisão de Defesa Aérea, unidade militar 34244 (Samara)
  - 24.ª Brigada Móvel de Mísseis Antiaéreos, unidade militar 79222 (Divnogorsk, Abakan)
  - 17.ª Brigada de Aviação do Exército de Guardas, unidade militar 45123 (Oblast de Sverdlovsk, Kamensk-Uralsky, campo de aviação de Travyany);
  - 337.º Regimento de Helicópteros Separado, unidade militar 12739 (Novosibirsk, campo de aviação de Tolmachevo)
  - 999.ª Base de Aviação de Guardas, unidade militar 20022 (campo de aviação de Kant, Quirguistão)

## Assistência médica
A assistência médica é prestada em hospitais:
- 143.º Hospital Militar (Trekhgorny-1) (Filial de Lesnoy)
- 354.º Hospital Clínico Militar (Filiais: Cheliabinsk, Kamyshlov, Ecaterimburgo)
- 425.º Hospital Militar (Novosibirsk) (Filiais: Irkutsk, Krasnoyarsk, Omsk, Yurga, Aleysk)
- 426.º Hospital Militar (Samara) (Filiais: Perm, Roshchinsky, Oremburgo, Syzran, Totskoye-2, Izhevsk, Kirov)
- 428.º Hospital Militar (Saratov) (Filiais: Saratov, Volsk-18, Penza, Ulyanovsk)
- 451.º Hospital Militar (Duxambe)
- 454.º Hospital Militar (Priozersk)

## Comandantes
Comandante das tropas

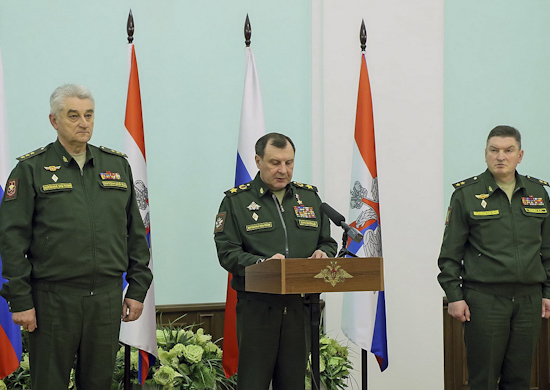
O comandante de 2014 a 2017 foi o Coronel-general Vladimir Zarudnitsky, o Vice-Ministro da Defesa Dmitry Bulgakov, e o comandante de 2017 a 2022 foi o Tenente-general Aleksandr Lapin. Ecaterimburgo, 27 de novembro de 2017

- Tenente-general Vladimir Chirkin - interino (9 de julho a 13 de dezembro de 2010; Comandante (13 de dezembro de 2010 – 26 de abril de 2012)[12]
- Coronel-general Valery Gerasimov (26 de abril – 9 de novembro de 2012)[13]
- Major-general Alexander Dvornikov - interino (9 de novembro a 24 de dezembro de 2012).
- Coronel-general Nikolai Bogdanovsky (24 de dezembro de 2012 – 12 de junho de 2014)
- Coronel-general Vladimir Zarudnitsky (12 de junho de 2014 – 22 de novembro de 2017)
- Coronel-general Alexander Lapin (22 de novembro de 2017 – 3 de novembro de 2022)
- Major-general Alexander Valerievich Linkov (interino, 3 de novembro de 2022 – 16 de fevereiro de 2023)[14]
- Coronel-general (até 7 de setembro de 2023 -Tenente-general) Andrei Mordvichev (desde 16 de fevereiro de 2023)[15]

Comandantes Adjuntos
- Chefe do Estado-Maior Tenente-general Denis Lyamin (desde outubro de 2023)
- Chefe do Estado-Maior - Primeiro Vice-Comandante Coronel-general Mikhail Teplinsky (fevereiro de 2019 - junho de 2022).
- Vice-Comandante Tenente-General Evgeny Poplavsky (novembro de 2018 - presente.
- Vice-Comandante do Trabalho Político-Militar - Chefe do Departamento de Trabalho Político-Militar Major-General Kirill Kulakov (junho de 2024 - presente).

## Cultura
- Jornal "Ural Military News".
- Conjunto de Canto e Dança do Distrito Militar Central.
- Casa dos Oficiais do Distrito Militar Central .

## Ligações
- Distrito Militar Central no site do Ministério da Defesa da Rússia
- PUrVO se junta ao "Centro" da USC
- Antes do previsto. O Ministro da Defesa informou sobre a conclusão da reforma do sistema de gestão das Forças Armadas
- 2º Comando da Força Aérea e Defesa Aérea
- Distrito Militar Siberiano
- Distrito Militar Volga-Ural
- O Ministério da Defesa da Rússia concluiu a formação do Distrito Militar Central
- Planta Mecânica de Izhevsk entra com ação judicial contra o Ministério da Defesa da Rússia por 7,7 milhões de rublos (link indisponível)
- Notícias, Site das Forças Armadas Russas